# 655 (číslo)
Šest set padesát pět je přirozené číslo. Následuje po čísle šest set padesát čtyři a předchází číslu šest set padesát šest. Římskými číslicemi se zapisuje DCLV a řeckými číslicemi χνε.

## Matematika
655 je:
- Deficientní číslo
- Poloprvočíslo
- Šťastné číslo

## Astronomie
- (655) Briseïs je planetka hlavního pásu, kterou objevil v roce 1907 Joel Hastings Metcalf

## Roky
- 655
- 655 př. n. l.